# Журавлёвка (Белгородская область)
Журавлёвка — село Белгородского района Белгородской области России. Административный центр Журавлёвского сельского поселения.

## Топонимия
Название — по местности, богатой журавлями.
Одна из улиц села названа в честь дважды Героя Советского Союза генерала И. Д. Черняховского, часть которого освобождала село от оккупантов.

## География
Село расположено в южной части района, в пограничной зоне вблизи границы с Украиной, в двух километрах от автомагистрали Москва — Симферополь.
Село было основано на склонах оврагов Водяного и Гусляного.

## История
В 1640 году. Тогда сюда переселились несколько семей из-под Тулы. Поселились они на «Кустаринской» горе, а в Водяном овраге, который ныне разделяет центр села и улицу Красногвардейскую, росли камыши, гнездились журавли. Так и родилось название села.
Неподалёку от села образовались со временем хутора Нехотеевка (туда были переселены крепостные графини Шереметьевой) и Крестовое . В селе имелись церковно-прихо́дская и земская школы.
В 1869 году в селе были православная церковь и три ветряные мельницы.
В декабре 1929 года в селе началась коллективизация — был организован колхоз «Красный земледелец», в который вступили некоторые сельчане, однако уже весной 1930 года случился стихийный бунт, в результате которого многие сельчане вышли из колхоза. В том же году было произведено раскулачивание — семьи зажиточных крестьян переселялись на спецпоселение, а всё их имущество было передано в колхоз «Красный земледелец». В июне 1931 года началась сплошная коллективизация, и тогда в Журавлёвке было организовано ещё четыре колхоза: «Победа», «Крестьянин», «Свобода», «Труженик».
В 1937 году был получен хороший урожай зерновых культур, немного поднялся уровень жизни колхозников. Стала поступать на село техника: трактора и зерноуборочные комбайны.
В 1940 году,  в Журавлёвке были 492 двора молочно-товарная ферма и сельсовет.
В ходе Великой Отечественной войны из села ушли на фронт 595 человек, из них погибли и пропали без вести 194 человека.
В 1957 году началась электрификация села. Первоначально источником электроэнергии была колхозная дизельная электростанция. Были в первоочередном порядке электрифицированы правление и сельсовет колхоза, школа, медпункт, клуб, библиотека, молочно-товарная ферма и дома некоторых сельчан. В 1963 году электросеть колхоза была запитана от единой энергосистемы страны. В 1973—1974 годах в селе были проложены дороги с твёрдым покрытием. Они связали село с животноводческой фермой, механическими мастерскими, АЗС, летним животноводческим лагерем. В 1976 году была начата газификация села, однако и поныне село не полностью газифицировано.
25 марта 2022 село подверглось обстрелу из РСЗО «Смерч» с территории Украины. В результате обстрела был убит военный священник протоиерей Олег Артемов. В связи с частыми обстрелами проведена эвакуация населения.
В августе 2024 года ВСУ пересекли границу и предприняли попытку взять село. В селе и ближайших лесах начались бои.

## Население
| 2002 | 2010  |
| ---- | ----- |
| 1078 | ↗1193 |

## Известные уроженцы, жители
- Иван Иванович Лучников — полный кавалер Ордена Славы[9]

## Инфраструктура
В селе имеются школа, детский сад, фельдшерско-акушерский пункт, дом культуры, отделение связи Почты России номер 308594.

## Транспорт
В селе находится конечная остановка пригородного автобусного маршрута № 306: "Белгород (пригородная автостанция «Энергомаш») — Майский (трасса) — Октябрьский (железнодорожная станция «Толоконное») — МАПП «Нехотеевка» (поворот на перекрестке у госграницы с Украиной — село Журавлевка).